# Halina (Litwa)
Halina (lit. Galiniai) – wieś na Litwie, w okręgu wileńskim, w rejonie wileńskim, w gminie Mariampol.

## Historia
W dwudziestoleciu międzywojennym leżała w Polsce, w województwie wileńskim, w powiecie wileńsko-trockim, w gminie Soleczniki. W 1931 miejscowość liczyła 213 mieszkańców, zamieszkałych w 36 budynkach.
Po II wojnie światowej w granicach Związku Sowieckiego. Od 1991 na niepodległej Litwie.